# Bătălia de la Lund
Bătălia de la Lund s-a dat în ziua de 4 decembrie 1676 într-o zonă de la nord de orașul Lund din Scania, în sudul Suediei, între armata daneză invadatoare și armata lui Carol al XI-lea al Suediei. Ea a făcut parte din Războiul Scanian. Armata daneză de circa 12.300 de oameni se afla sub comanda personală a regelui Christian al V-lea al Danemarcei, în vârstă de 31 de ani, ajutat de generalul Carl von Arensdorff, în vreme ce armata suedeză, ce număra circa 8.000 de oameni, îl avea în frunte pe feldmareșalul Simon Grundel-Helmfelt și pe regele Carol al XI-lea în vârstă de 21 de ani.

## Evenimentele ce au condus la bătălie
După înfrângerea suedeză de la Fehrbellin și mai multe alte victorii daneze pe mare, armata suedeză încerca să păstreze controlul asupra dominioanelor din Brandenburg și Pomerania. 
Danezii au considerat că aceasta este o ocazie de a prelua controlul asupra Scaniei, care fusese cucerită de Suedia în 1658 prin tratatul de la Roskilde. Danezii au invadat prin Helsingborg la sfârșitul lui iunie 1676 cu o armată de 14.000 de oameni, și au profitat de susținerea din partea țărănimii locale. Astfel, a devenit imposibil pentru soldații suedezi depășiți numeric să apere cu eficiență provincia proaspăt cucerită. Într-o lună, doar orașul fortificat Malmö mai rămăsese sub control suedez.
În august, un detașament danez a încercat să înainteze spre nord, dar regele suedez Carol al XI-lea pregătise o nouă armată în provincia Småland, iar înaintarea daneză a fost oprită în bătălia de la Halmstad. Suedezii strânseseră 14.000 de oameni în octombrie, dintre care trei sferturi erau călare, și de aceea erau suficient de încrezători pentru a înainta către sud. Au înaintat încet într-o tentativă de a sparge asediul orașului Malmö. Liniile de aprovizionare suedeze erau însă în pericol, convoaiele fiind adesea interceptate de țăranii locali sub comanda ofițerilor danezi.
La începutul lui noiembrie, regele Danemarcei și armata sa se aflau la Lund, la sud de râul Kävlinge. Danezii controlau toate vadurile și podurile, iar armata suedeză a fost obligată să își pună tabăra pe malul de nord. Situația s-a prelungit timp de o lună, dar la sfârșitul lui noiembrie a venit zăpada și suprafața râului a început să înghețe. În dimineața de 3 decembrie, generalul suedez de fortificații Erik Dahlberg a raportat regelui că gheața este suficient de groasă pentru o trecere. Danezii au presupus că suedezii vor campa pentru iarnă și că nu vor ataca până primăvara.

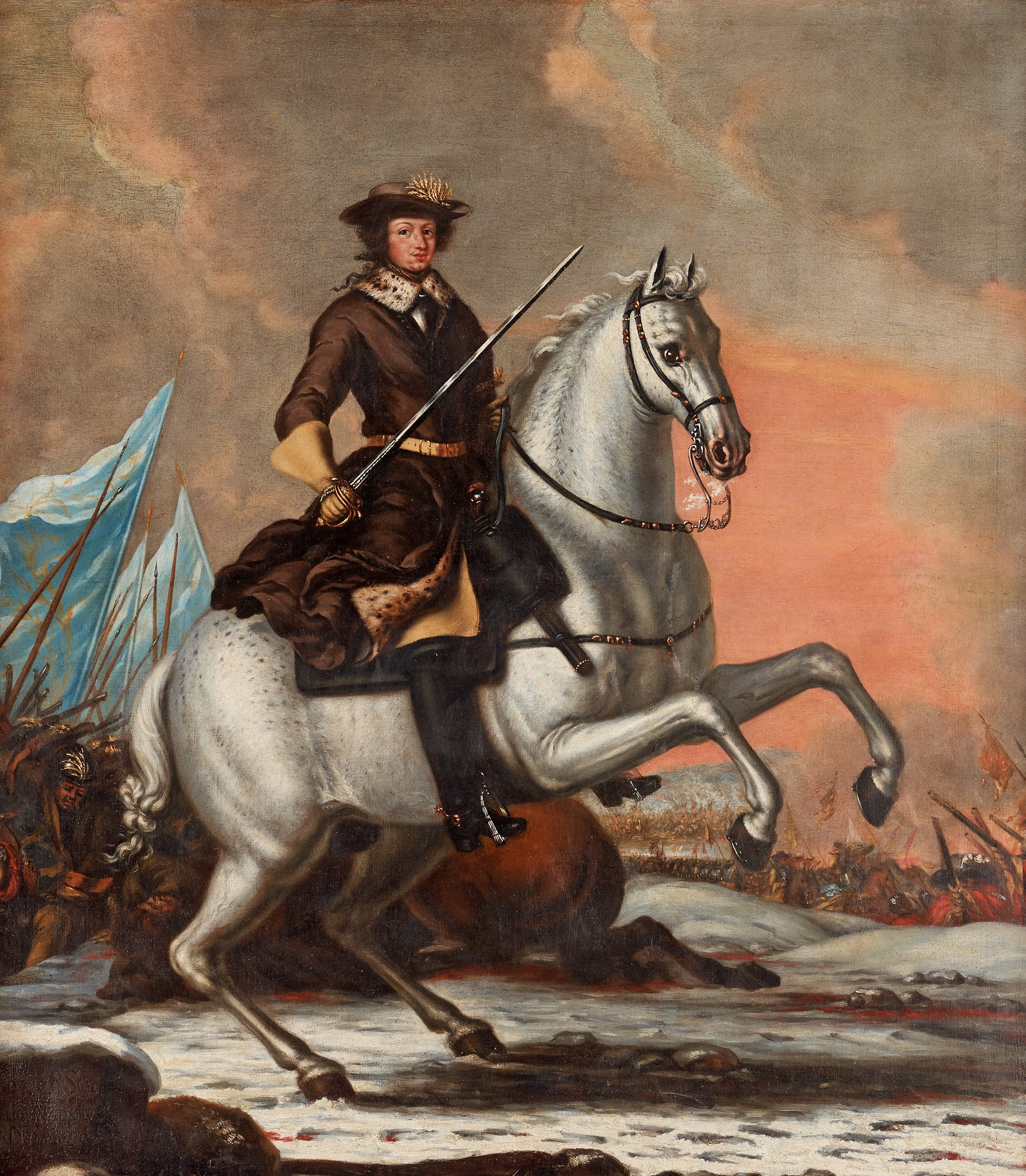
Carol al XI-lea al Suediei
David Klöcker Ehrenstrahl

## Bătălia
Înaintea zorilor, armata suedeză a ieșit din tabără și s-a pregătit să treacă râul sub acoperirea unei nopți fără lună. Între orele 4:00 și 5:30 dimineața, întreaga forță suedeză trecuse râul și se afla pe malul sudic. Danezii nu au prins de veste.
Suedezii plănuiseră să atace tabăra daneză adormită cu cavaleria în sud-est, dar patrulele de recunoaștere au raportat că terenul dintre cele două armate nu este potrivit pentru trupe călare. Carol și generalii săi s-au adunat să discute situația. Majoritatea sfetnicilor au arătat că armata daneză are mai mulți pedestrași și că ar fi o nebunie să îi atace pe jos. Lungul marș către taberele daneze i-ar fi alarmat în mod sigur și suedezii ar fi pierdut elementul surpriză. Principalul punct forte al suedezilor îl constituia cavaleria.
Regele dorea să atace repede, dar a fost convins de sfetnicii săi să aibă răbdare. A ordonat trupelor să înainteze către dealurile din dreptul zidului de nord al Lundului, pentru a beneficia de avantajul tactic. Aceasta însemna teren mai bun pentru cavalerie, iar orașul însuși avea să acopere flancul sudic suedez. Danezii s-au trezit, însă, și au prins rapid de veste de intențiile suedezilor. Danezii au ieșit rapid din tabără și au început să se grăbească pentru a prelua rapid controlul asupra dealurilor.
Prima ciocnire pentru controlul asupra dealurilor a avut loc între flancul drept suedez și flancul stâng danez, și s-a terminat nedecis. Dealurile au rămas însă sub controlul suedezilor și danezii au fost împinși spre est.
La orele nouă dimineața, soarele a răsărit și a început adevărata luptă. Frontul se întindea pe un kilometru de la nord la sud, danezii fiind aflați la est și suedezii la vest. Armata daneză era susținută de 56 de tunuri de diverse calibre, în vreme ce suedezii aduseseră doar opt tunuri de 3 kg și patru de 1,5 kg.
Odată luptele început, Carol al XI-lea personal a condus o manevră de flancare care să scoată din luptă flancul stâng danez. În timpul luptei, comandantul danez Carl von Arensdorff a fost grav rănit, iar întregul flanc stâng a fost obligat să iasă din luptă la ora 10:00. Regele Suediei și feldmareșalul Helmfelt s-au folosit de cavalerie pentru a-i urmări pe soldații danezi care fugeau și să-i ucidă pe cei care rămâneau în urmă. Cursa a ținut opt kilometri, până la râu. Unii ofițeri din tabăra daneză au încercat să se apere, dar mulți danezi au fost obligați să se retragă pe gheață. Aceasta nu a mai rezistat, și mulți dintre danezi s-au înecat. 
Deși flancul stâng a fugit, cel drept a respins atacul suedez, împingându-i pe aceștia până când și ei s-au împrăștiat. În lipsa regelui danez Christian al V-lea și cu generalul Arenstorff rănit, Friedrich von Arensdorff, fratele generalului, preluase comanda armatei daneze. Frontul danez era acum îndreptat spre sud, iar forțele suedeze s-au găsit sub atac constant cu spatele la zidul orașului. Situația suedezilor a devenit din ce în ce mai disperată, întrucât câteva ore nu era nici urmă de rege, de cavaleria sa sau de feldmareșal. Suedezii erau depășiți numeric, întrucât danezii numărau aproape 4.500 de pedestrași și 2.100 de călăreți, iar suedezii doar 1.400 de pedestrași și 2.500 de călăreți. În loc să forțeze un nou atac, Friedrich von Arensdorff a ordonat armatei să se regrupeze la prânz, oprind temporar bătălia.
Pe malul râului, regele Suediei se gândea cum să acționeze. Informațiile din oraș erau puține, și sugerau că armata daneză este pusă pe fugă. Deși era tentat să urmărească cavaleria daneză în retragere până la Landskrona, a optat în schimb să se întoarcă la Lund la armata sa. 
Bătălia de la Lund s-a reluat, iar suedezii au fost împinși și mai mult înapoi. La apus însă (pe la orele 15:00), regele suedez s-a întors de la nord cu cavaleria, combinat cu câteva unități de cavalerie de pe flancul stâng suedez împrăștiat. El s-a hotărât să încerce să ocolească armata daneză spre vest și să facă joncțiunea cu centrul suedezilor. Comandantul danez Arensdorff a luat hotărârea să oprească ofensiva asupra centrului suedez și să se ocupe în schimb de cavaleria inamica dinspre nord-vest. Cele două forțe au avut norocul să fie aliniate într-o manieră similară ca la începutul bătăliei, cu șase ore în urmă.
Carol al XI-lea, doi din generalii săi și trei dintre gărzile sale au reușit să treacă prin liniile daneze și să se alăture centrului. În timp ce Arensdorff încă mai ataca cavaleria din nord, revenirea regelui a inspirat trupele extenuate să-i atace pe danezi de la spate. Deși danezii erau încă mai mulți ca suedezii, aproximativ 4.500 contra 4.000, Arensdorff pierduse inițiativa și după doar o jumătate de oră armata sa s-a dezintegrat.
Carol al XI-lea dorea să elibereze câmpul de soldați danezi. Restul cavaleriei daneze a dispărut rapid în noapte. Deși generalul danez Bibow a apărat cu mult curaj retragerea infanteriei, mulți dintre danezi au fost masacrați până când feldmareșalul Helmfelt a ordonat ca uciderile să înceteze și ca soldații danezi și olandezi care se predau să fie cruțați. La 17.00 seara, s-a dat semnalul încetării luptei.

## Urmări

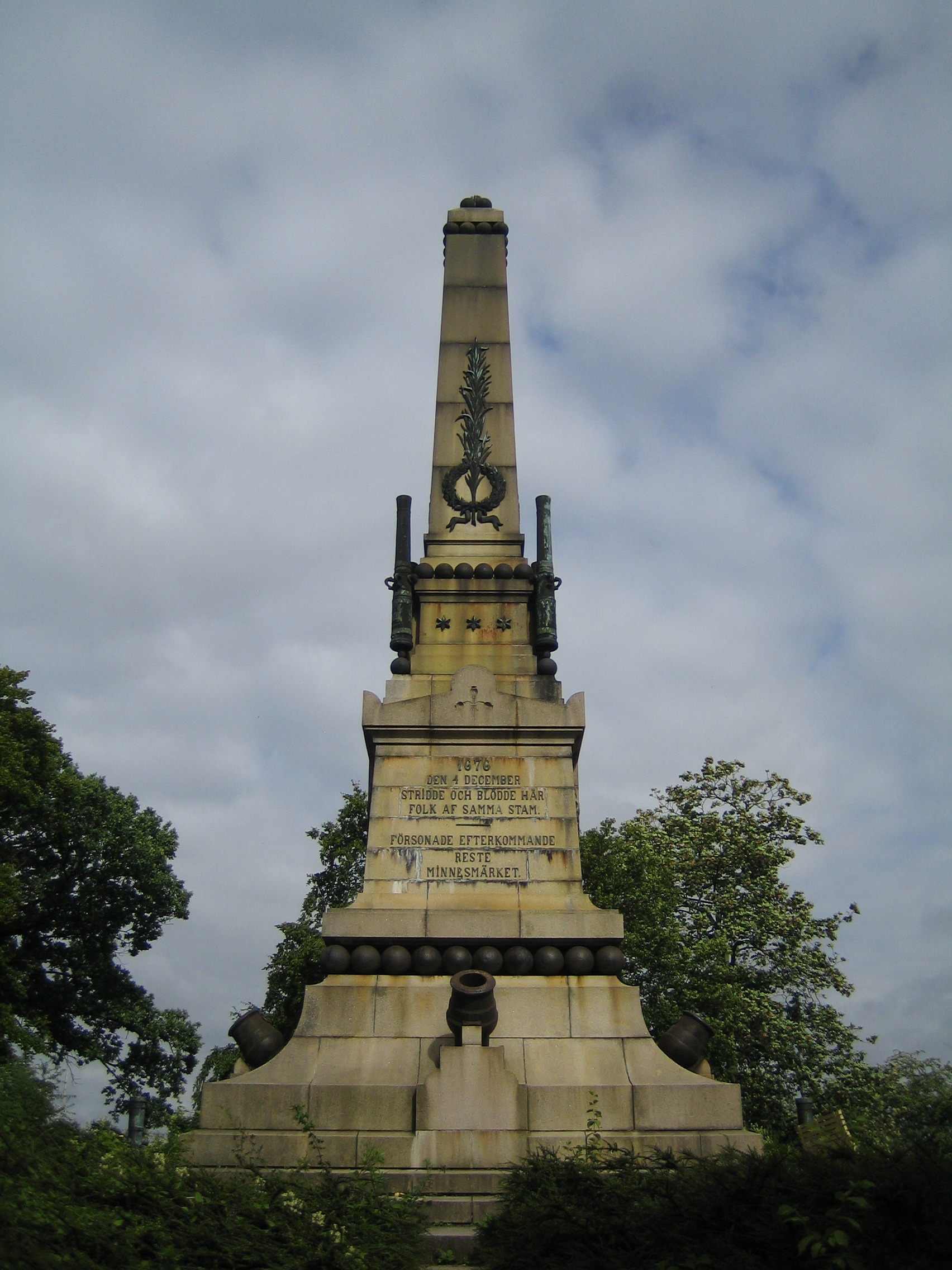
Monument în memoria bătăliei de la Lund, ridicat în 1876

Deși cadavrele au fost numărate a doua zi, notele inițiale s-au pierdut și numărul total al morților nu este cunoscut. Sursele suedeze contemporane indică între 8.300 și 9.000 de cadavre pe câmpul de luptă, exclusiv danezii care s-au înecat și cei care au murit după câteva săptămâni. O sursă daneză contemporană vorbește despre un total de 9.300 de morți. Luând în calcul dimensiunea armatelor, aceste pierderi sunt foarte mari de ambele părți. Marinarii olandezi au fost deosebit de lipsiți de noroc; conform mai multor surse, doar câteva zeci din cei 1.300 au scăpat cu viață. Bătălia de la Lund a slăbit sensibil ambele armate, și este considerată a fi una dintre cele mai sângeroase lupte din istorie. Arhivat în 5 octombrie 2012, la Wayback Machine.
Victoria suedeză este adesea pusă pe seama compoziției armatei, întrucât conținea mult mai puțini mercenari. Obiceiul suedezilor de a amesteca infanteria și cavaleria a făcut posibil ca suedezii să poată pregăti contraatacuri rapide imediat ce o unitate de infanterie era pusă în inferioritate. Pe de altă parte, danezii, încă tacticii caracolului, și-au subminat agilitatea și viteza cavaleriei.
Victoria de la Lund a dat mult ajutor moral armatei suedeze. Carol al XI-lea a fost criticat că s-a lăsat dus pe valul succesului flancului drept, dar bătălia i-a adus multă popularitate în rândul soldaților săi. Restul forțelor daneze au fost obligate să se retragă la cetatea Landskrona. Întărită de aliații săi austrieci și germani, ea avea să lupte din nou împotriva suedezilor îm bătălia de la Landskrona.